# Gujan-Mestras
Gujan-Mestras é uma comuna francesa na região administrativa da Nova Aquitânia, no departamento da Gironda. Estende-se por uma área de 53,93 km². Em 2010 a comuna tinha 21 991 habitantes (densidade: 407,8 hab./km²).